# Нова Ісландія
Нова Ісландія (ісл. Nýja Ísland) — назва культурно-географічного регіону на озері Вінніпег у канадській провінції Манітоба на честь поселенців з Ісландії, які поселилися в цій місцевості з 1875 року.

## Історія
У 1875 році понад 200 ісландців іммігрували до Манітоби, заснувавши колонію Нова Ісландія вздовж західного берега озера Вінніпег у Манітобі. Після цього відбулася масовіша хвиля міграції після того, як лорд Дафферін запропонував мігрантам землі в Манітобі для створення «вільної держави».
Через суворі екологічні та економічні умови в Ісландії, включно з виверженням вулкана Аск'я, близько 20 000 ісландців покинули свою батьківщину між 1870 і 1915 роками — приблизно чверть населення Ісландії. У 1875 році велика група ісландських іммігрантів мігрувала з Онтаріо до Манітоби, покинувши Кінмаунт, Онтаріо, 25 вересня 1875 року до Гімлі, Манітоба, на березі озера Вінніпег. Однією з головних причин вибору місця колонії була «велика кількість риби» в озері Вінніпег, але, згідно з The Icelandic People in Manitoba, перші спроби ісландців рибалити на озері Вінніпег не були успішними, частково тому, що вони поставили свої сіті надто близько до берега. Крім того, «зима 1875—1876 років була однією з найхолодніших за всю історію спостережень у Манітобі, а одяг поселенців, у тому числі шкіряне взуття з Онтаріо, не підходив для суворої погоди». Проте з часом іммігранти навчилися поводитися з сокирою, готувати ґрунт, ловити рибу крізь лід і полювати на дичину. Вони також навчилися осушувати землю, вирощувати врожай і будувати утеплені будинки.
Ці ісландські поселенці, відомі на своїй рідній мові як Vestur-Íslendingar (що означає ісландці на Заході; спочатку багато ісландців не сприймали еміграцію як зміну країни, і існували деякі дискусії про міграцію всього населення), назвали своє поселення «Новою Ісландією», і регіон і досі залишається символічним центром ісландської спадщини в Канаді сьогодні.

## Інша інформація
- За даними Статистичного управління Канади, в Манітобі проживає найбільше за чисельністю ісландське населення за межами Ісландії.[5] У Манітобі проживає близько 26 000 осіб ісландського походження[6], що становить близько 2 % від загальної чисельності населення провінції. Близько 35 % канадців ісландського походження проживають в Манітобі.[7]
- Нині у Новій Ісландії проводяться фестивалі ісландської спадщиною (зокрема, Íslendingadagurinn — «День ісландця»). Щотижнева газета Lögberg-Heimskringla[8], заснована наприкінці XIX століття видатним ісландським письменником, драматургом та поетом Ейнаром Х. Квараном, друкується у Вінніпезі.
- В Університеті Манітоби є ісландський факультет, на якому студенти можуть вивчати ісландську мову та літературу на рівні бакалаврату та магістратури.
- Гімлі у провінції Манітоба входив до складу «ісландської резервації», наданого ісландським поселенцям урядом Канади в 1875 році. Всупереч поширеній помилці, Нова Ісландія ніколи не була «республікою», хоча поселенці справді організовували своє власне місцеве самоврядування, яке до 1880 перебувало за межами Манітоби. Ісландська резервація, яка на той час входила до округу Ківатін, Північно-Західна територія, завжди перебувала під юрисдикцією Канади, і ісландці чітко усвідомлювали свою підданість та зобов'язання перед британською короною, про що свідчать промови, виголошені в Гімлі під час візиту Лорда Дафферіна, генерал-губернатора Канади, у 1877 році.